# HD191430
HD191430 — хімічно пекулярна зоря спектрального класу
A7 й має видиму зоряну величину в смузі V приблизно  8,2.

## Пекулярний хімічний склад
Зоряна атмосфера HD191430 має підвищений вміст 
Cr
.